# Scotinella singula
Espèce
Synonymes
- Phrurolithus singulus Gertsch, 1941

Scotinella singula est une espèce d'araignées aranéomorphes de la famille des Phrurolithidae.

## Distribution
Cette espèce est endémique des États-Unis. Elle se rencontre de la Floride à la Virginie.

## Description
La femelle holotype mesure 1,85 mm,.
Le mâle décrit par Platnick et Chamé-Vázquez en 2024 mesure 1,66 mm et la femelle 1,66 mm.

## Systématique et taxinomie
Cette espèce a été décrite sous le protonyme Phrurolithus singulus par Gertsch en 1941. Elle est placée dans le genre Scotinella par Platnick et Chamé-Vázquez en 2024.

## Publication originale
- Gertsch, 1941 : « New American spiders of the family Clubionidae. I. » American Museum novitates, no 1147, p. 1-20 (texte intégral).